# Choker (pjesma)
"Choker" je pjesma američkog glazbenog dua Twenty One Pilots. Pjesma je objavljena 30. travnja 2021. godine, a objavila ju je diskografska kuća Fueled by Ramen, kao drugi singl s njihovog šestog albuma, Scaled and Icy. Zajedno sa singlom objavljen je i glazbeni video, koji je režirao Mark C. Eshleman.

## Pozadina
O procesu pisanju pjesme, Tyler Joseph ga je opisao kao "osip", pošto se služio svojim starim stilom i metodom pisanja. Objasnio je: "[...] Drugačije je kad ti [pjesma] dođe "organski" – nešto kao stara navika koja je postala dio tebe, dio tvoje krvi i mesa. Uglavnom je latentna, ali s vremena na vrijeme se ipak upali. To je ustvari pjesma "Choker": upala tog starog osipa, za kojeg sam mislio da je izliječen. Ali mi smo ponosni na taj osip! Volimo taj osip. Taj osip je ono što mi jesmo. Trebali smo ga počešati."
U istom intervju Joseph se podsjetio: "Sjećam se kad sam se baš bacio na pisanje [pjesme], samo mi je došlo; bilo je pomalo zastrašujuće kako sam jednostavno napisao tu pjesmu, zato što sam znao odakle dolazi, i bio sam na mjestu u kojem sam i prije proveo mnogo vremena. Bilo mi je ugodno tamo; Poznavao sam svoju okolinu. Upravo zato sam ju lako napisao." Također je rekao da, iako duo raste i sazrijeva, ne bi trebao ne gledati svoj stil pisanja u doba prvih triju albuma. "Mislim da je "Choker" početak mog zadovoljstva s mojim cijelim repertoarom, i da ne moram zaboraviti ono što sam radio na starim albumima"

## Zasluge
- Tyler Joseph – vokali, glasovir,  bas-gitara, sintisajzer, gitara, programiranje, produciranje, tekstopisac
- Josh Dun – bubnjevi, inženjer zvuka bubnjeva